# Abdurrahim El-Keib
El-Keib Abdurrahim (tiếng Ả Rập: عبد الرحيم الكيب; sinh ngày 2 tháng 3 năm 1950 - mất ngày 21 tháng 4 năm 2020) hoặc Abdul Raheem Al-Keeb, là một kỹ sư điện tử và chính trị gia Libya. Ông được Hội đồng Chuyển tiếp Quốc gia Libya bầu làm Thủ tướng lâm thời Chính phủ Libya của đất nước ngày 31 tháng 10 năm 2011.
El-Keib tham gia của Đại học Alabama với công việc là một trợ lý giáo sư Kỹ thuật điện năm 1985 và trở thành giáo sư năm 1996. Ông đã giảng dạy tại trường đại học Tripoli, Đại học Bang North Carolina, Đại học Alabama, Đại học Mỹ Sharjah, và gần đây tại Viện dầu khí ở Các tiểu vương quốc Ả Rập thống nhất. Ông đã giám sát nhiều Luận văn Luận văn Thạc sĩ và Tiến sĩ và là người nhận giảng dạy một số và giải thưởng nghiên cứu.
El-Keib có một số nghiên cứu trong lĩnh vực Kỹ thuật điện điện và là tác giả của rất nhiều tài liệu nghiên cứu. Nghiên cứu của ông được tài trợ bởi Quỹ Khoa học Quốc gia (NSF), điện Viện nghiên cứu Điện (EPRI), Bộ Năng lượng Mỹ (DoE), Công ty Dịch vụ miền Nam (SC), và Alabama, Công ty Điện lực (APCO). Ông đã xuất bản nhiều bài viết và báo cáo nghiên cứu và chương một cuốn sách. Ông cũng phục vụ như là một nhà tư vấn cho nhiều ngành công nghiệp bao gồm Công ty Điện lực Alabama và Công ty Dịch vụ miền Nam.
Ông đã phục vụ như một thành viên của Hội đồng quản trị, Quỹ Khoa học cà Công nghệ Ả Rập giai đoạn 2001-2007, là thành viên của Bộ Khoa học và Công nghệ Bảng điều chỉnh, Ngân hàng Phát triển Hồi giáo, thành viên cao cấp của IEEE, Phó biên tập cho Hội Cơ điện IEEE Thư, 1992-2000, và Khoa học Thế giới và Học viện Kỹ thuật và xã hội (WSEAS) giao dịch trên hệ thống điện, và là thành viên của Ban tư vấn biên tập của Viện Hàn Quốc Kỹ sư điện (KIEE) / Hiệp hội Kỹ thuật điện, và các tư vấn Hội đồng quản trị của Tạp chí quốc tế về đổi mới trong hệ thống năng lượng và điện (IJESP).
Trong thời gian nghỉ từ trường Đại học Alabama, ông đã dành hai năm (1999-2001) tại Đại học Mỹ của Sharjah Sharjah, Các tiểu vương quốc Ả Rập thống nhất. Ông là Giám đốc Phòng Điện, Điện tử, Kỹ thuật Máy tính. Cùng với các đồng nghiệp của mình về giảng viên, họ xây dựng Ban và Các tiểu vương quốc Ả Rập thống nhất ghi nhận đóng góp đó. Trong khi phục vụ như là Chủ tịch Cục Kỹ thuật điện tại Viện Dầu khí, ông đã phục vụ và/hoặc chủ trì một số ủy ban quan trọng và dẫn đầu các nỗ lực của phát triển và công nhận các chương trình kỹ thuật điện đại học và sau đại học, và Thạc sĩ PI của chương trình Khoa học. Từ năm 2007 đến năm 2009, ông điều phối Chương trình học PI và khởi xướng và chủ trì Hội đồng PI tốt nghiệp. Ông cũng điều phối sự phát triển của Hệ thống PI e-Learning cung cấp các khóa học sau đại học PI.